# Kimballton (Iowa)
Kimballton es una ciudad ubicada en el condado de Audubon en el estado estadounidense de Iowa. En el Censo de 2010 tenía una población de 322 habitantes y una densidad poblacional de 162,09 personas por km².

## Geografía
Kimballton se encuentra ubicada en las coordenadas 41°37′38″N 95°4′30″O / 41.62722, -95.07500. Según la Oficina del Censo de los Estados Unidos, Kimballton tiene una superficie total de 1.99 km², de la cual 1.99 km² corresponden a tierra firme y (0%) 0 km² es agua.

## Demografía
Según el censo de 2010, había 322 personas residiendo en Kimballton. La densidad de población era de 162,09 hab./km². De los 322 habitantes, Kimballton estaba compuesto por el 97.83% blancos, el 0% eran afroamericanos, el 0.31% eran amerindios, el 0.93% eran asiáticos, el 0% eran isleños del Pacífico, el 0.31% eran de otras razas y el 0.62% pertenecían a dos o más razas. Del total de la población el 0% eran hispanos o latinos de cualquier raza.